# White Bird in a Blizzard (película)
White Bird in a Blizzard o Pájaro blanco de la tormenta de nieve es una película estrenada en 2014 producida en conjunto entre Francia y Estados Unidos. Pertenece al género de drama y suspenso. Fue coproducida, escrita y dirigida por Gregg Araki. Basada en la novela homónima de Laura Kasischke y protagonizada por Shailene Woodley, Eva Green y Christopher Meloni, tuvo su estreno mundial en 2014 durante el Festival de Cine de Sundance el 20 de enero de 2014. La película se estrenará en los cines el 24 de octubre de 2014, pero fue puesta en lanzamiento bajo demanda y en iTunes el 25 de septiembre de 2014.

## Sinopsis
Finales de la década de los 80. Kat Connor (Shailene Woodley) es una joven de 17 años cuya vida cambia de forma inesperada cuando su madre (Eva Green), un ama de casa aparentemente perfecta, desaparece de repente sin dejar rastro. Aunque será complicado, Kat deberá intentar adecuarse a las nuevas circunstancias e intentar seguir adelante con su vida.

## Reparto
- Shailene Woodley como Kat Connor.
- Eva Green como Eva Connor.
- Christopher Meloni como Brock Connor.
- Shiloh Thomas Fernández como Phil.
- Gabourey Sidibe como Beth.
- Thomas Jane como el detective Scieziesciez.
- Dale Dickey como Mrs. Hillman.
- Mark Indelicato como Mickey.
- Sheryl Lee como May.
- Angela Bassett como la doctora Thaler.
- Jacob Artist como Oliver.
- Ava Acres como Kat.

## Recepción
White Bird in a Blizzard tiene actualmente una calificación de 48% en Rotten Tomatoes, basada en 10 reseñas con una puntuación media de 4,8 sobre 10. Pop Insomniacs dijo: «Hemos visto versiones de esta historia varias veces, pero nunca tan estropeada como antes, que es precisamente por eso que estaba tan cautivado, incómodo y sorprendido por esta película».